# Здание Павловского женского института (Санкт-Петербург)
Здание Павловского женского института — историческое архитектурное сооружение середины XIX века постройки. Расположено на улице Восстания, в Центральном районе Санкт-Петербурга. Памятник истории и культуры регионального значения. С 1851 по 1918 годы в здании размещался Павловский женский институт. В настоящее время в здании бывшего Павловского института располагается Государственное бюджетное общеобразовательное учреждение гимназия № 209 Центрального района Санкт-Петербурга «Павловская гимназия».

## История и архитектура

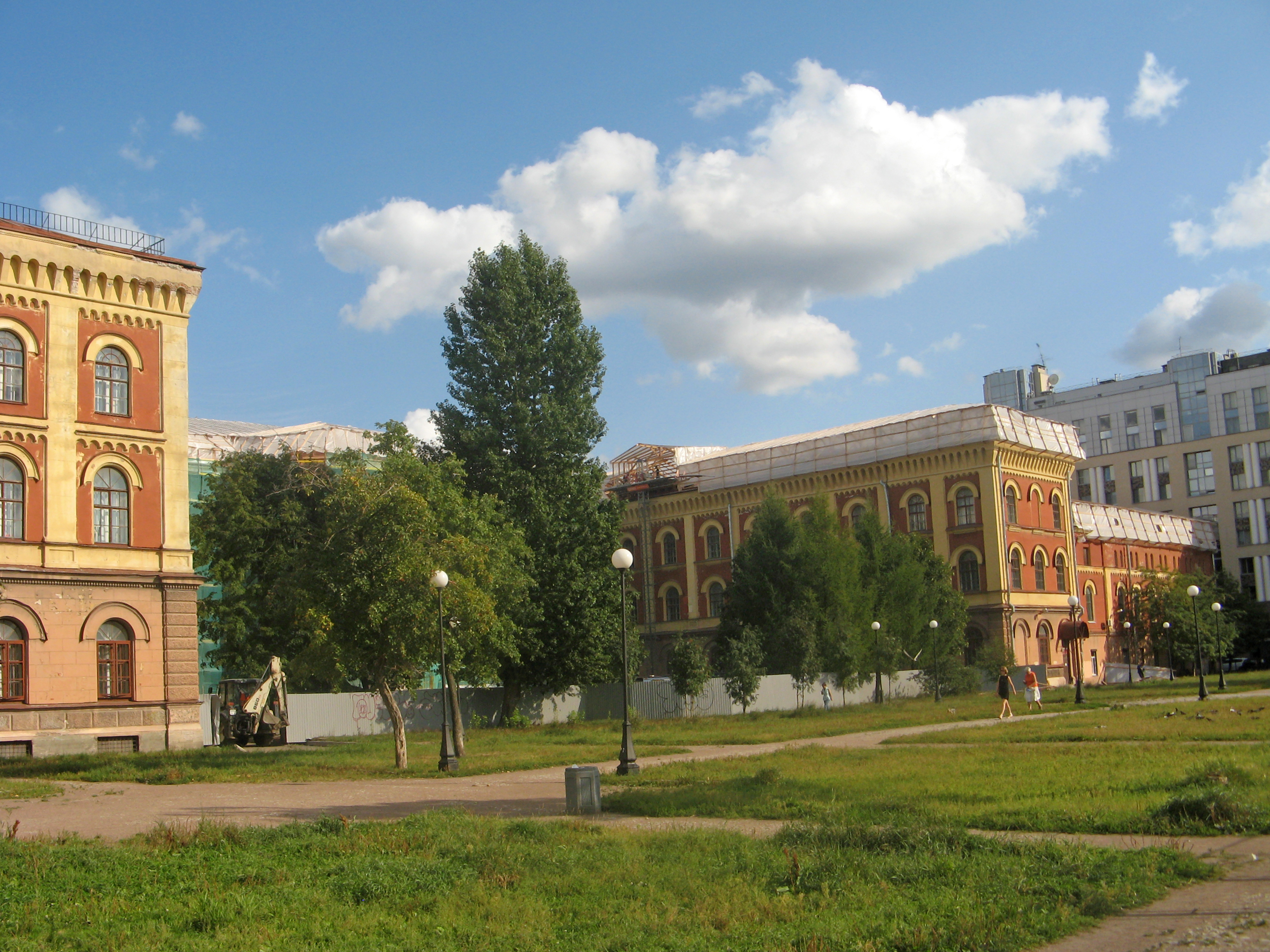
Здание Павловского института, вид из сада

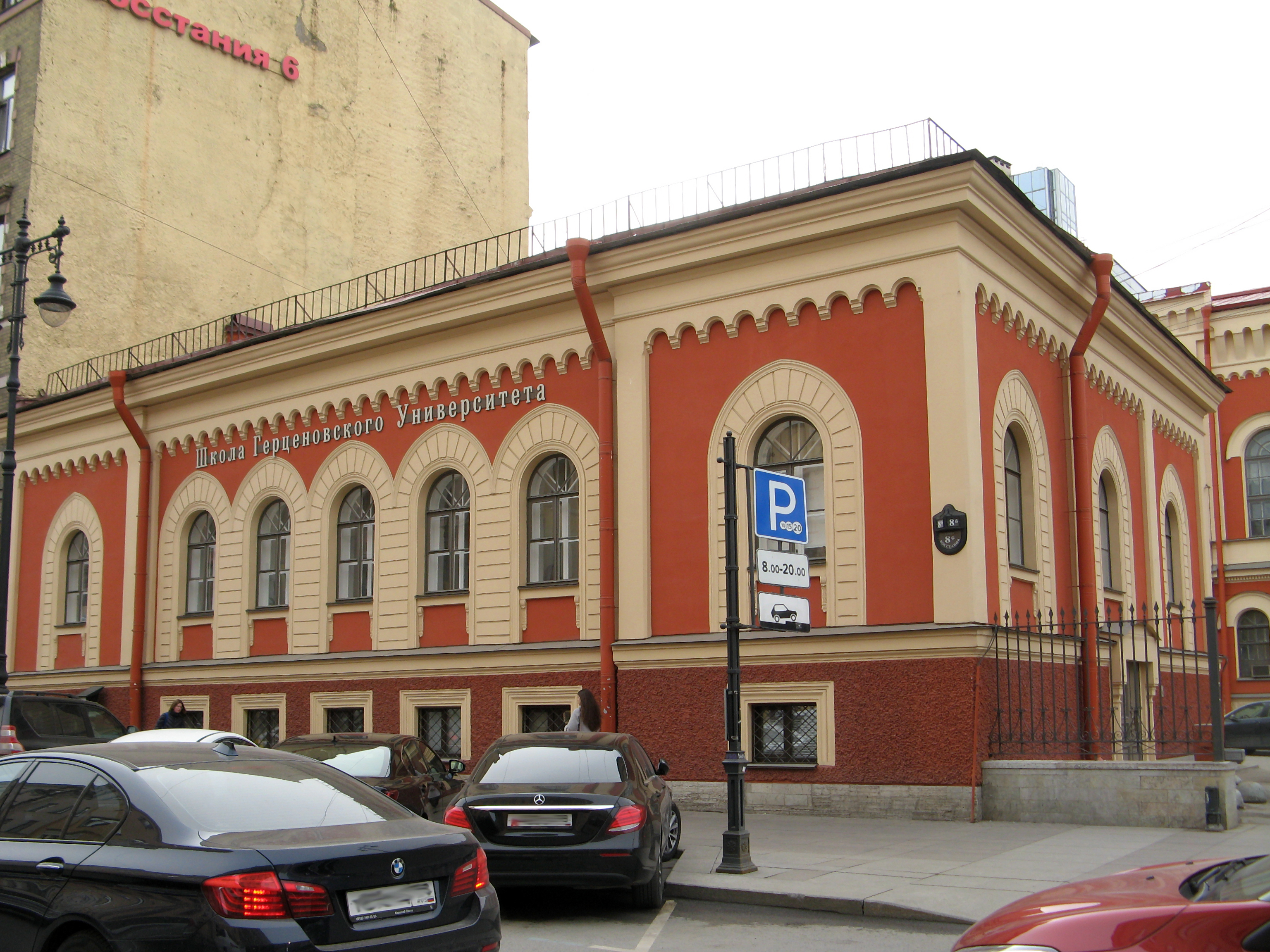
Флигель Павловского института

Ещё при императоре Павле I в Санкт-Петербурге был открыт Военно-сиротский дом для детей воинов, погибших при защите Отечества. В нем обучались и мальчики, и девочки. В 1829 году отделение для мальчиков было преобразовано в Павловский кадетский корпус, а отделение для девочек 0 в Павловский институт, названные в память императора Павла I. Институт неоднократно менял свои адреса. в 1844 году Николай I дал распоряжение возвести для Павловского института новое строение, но «без всякой роскоши». С 1844 по 1851 годы специально для Павловского женского института по проекту архитектора Рудольфа Желязевича было построено большое кирпичное здание на Знаменской улице. Комиссия учла его незначительную сметную стоимость, которая оказалась на 70 000 рублей меньше, чем у других авторов. Ограда отделила главный корпус, который разместился в глубине двора, от красной линии улицы. При здании была освящена церковь во имя Апостолов Петра и Павла.
Исполняя волю царя строить скромно, автор взял за основу простую отделку фасадов штукатуркой, также им был использован неглубокий руст для облицовки нижнего карниза и этажа, два этажа сверху были оставлены неоштукатуренными. Такой подход, который оставил открытую красную кирпичную кладку, стал новаторством для архитектуры Санкт-Петербурга. Простенки, заполненные лопатками, и дугообразные наличники розволяют относить строение к неоренессансу.
В 1860-х годах в здании был проведён ремонт, воспитанницы временно переехали в Таврический дворец. В 1880 году был сооружён левый флигель, где расположились квартиры директора и инспектора. В 1894 году была проведена реконструкция здания, руководство которой осуществлял Ю. Ф. Бруни.
После революции институт был упразднён, а в здании разместилась Единая трудовая советская школа. В 1930-х годах помещения использовались под детский дом, школу и даже учебный химический комбинат имени Менделеева. В конце 1930-х годов здесь продолжила учебный процесс школа № 209. Во время советско-финской и Великой Отечественной войн здание использовалось как военный госпиталь эвакгоспиталь № 2015.
В этой 209-й школе обучение проходили значимые и узнаваемые люди страны и города: учёный-полярник Артур Николаевич Чилингаров, актриса Наталья Тенякова, автор и исполнитель песен Александр Яковлевич Розенбаум.
В 1950-х годах в корпусе № 8б работал коллектив школы № 223, а с 1968 по 1974 годы — сменная вечерняя школа № 92, которая в 1990-х годах была преобразована в гимназию.
Рядом со зданием на благотворительные средства была установлена скульптура — памятник А. А. Ахматовой. В 2000-х годах в корпусе № 8б стала работать Международная школа университета имени А. И. Герцена.
Здание Павловского женского сиротского института является частью архитектурного ансамбля «Павловский институт», отнесённого к памятникам архитектуры регионального значения.

## Документы
Постановление Правительства Санкт-Петербурга от 11.12.2018 г. № 932 г. Санкт-Петербург. «Об утверждении Перечня объектов культурного наследия, в отношении которых планируется проведение мероприятий по сохранению в рамках подпрограммы „Наследие“ государственной программы Санкт-Петербурга „Развитие сферы культуры в Санкт-Петербурге“ на 2019—2021 годы». Дата обращения: 13 декабря 2020. Архивировано 10 августа 2019 года.